# Georges Henri
Georges Henri is een station van de Brusselse premetro, gelegen in de gemeente Sint-Lambrechts-Woluwe.

## Geschiedenis
Het station Georges Henri werd geopend op 30 januari 1975 samen met Montgomery en Boileau als deel van de Grote Ringas. Oorspronkelijk voorzien voor een metrolijn 5 tussen Etterbeek en Schaarbeek, het station wordt vandaag gebruikt door de tramlijnen 7 en 25.

## Situering
Het station bevindt zich onder de Brand Whitlocklaan, bij de kruising met de Georges Henrilaan. Aan de uitgangen van het station bevindt zich een aansluitingsmogelijkheid met MIVB-bussen. Naast de premetrotunnel bevindt zich op gelijke hoogte de Georges Henritunnel.

## Kunst
Bij de trappen naar de perrons zijn aan de wand platte, puntige porseleinen elementen van Piet Stockmans geplaatst. De vier reeksen, met elk een lengte van 25 meter, stellen onder de titel ’t Is de wind klapperende vleugels voor.

## Afbeeldingen

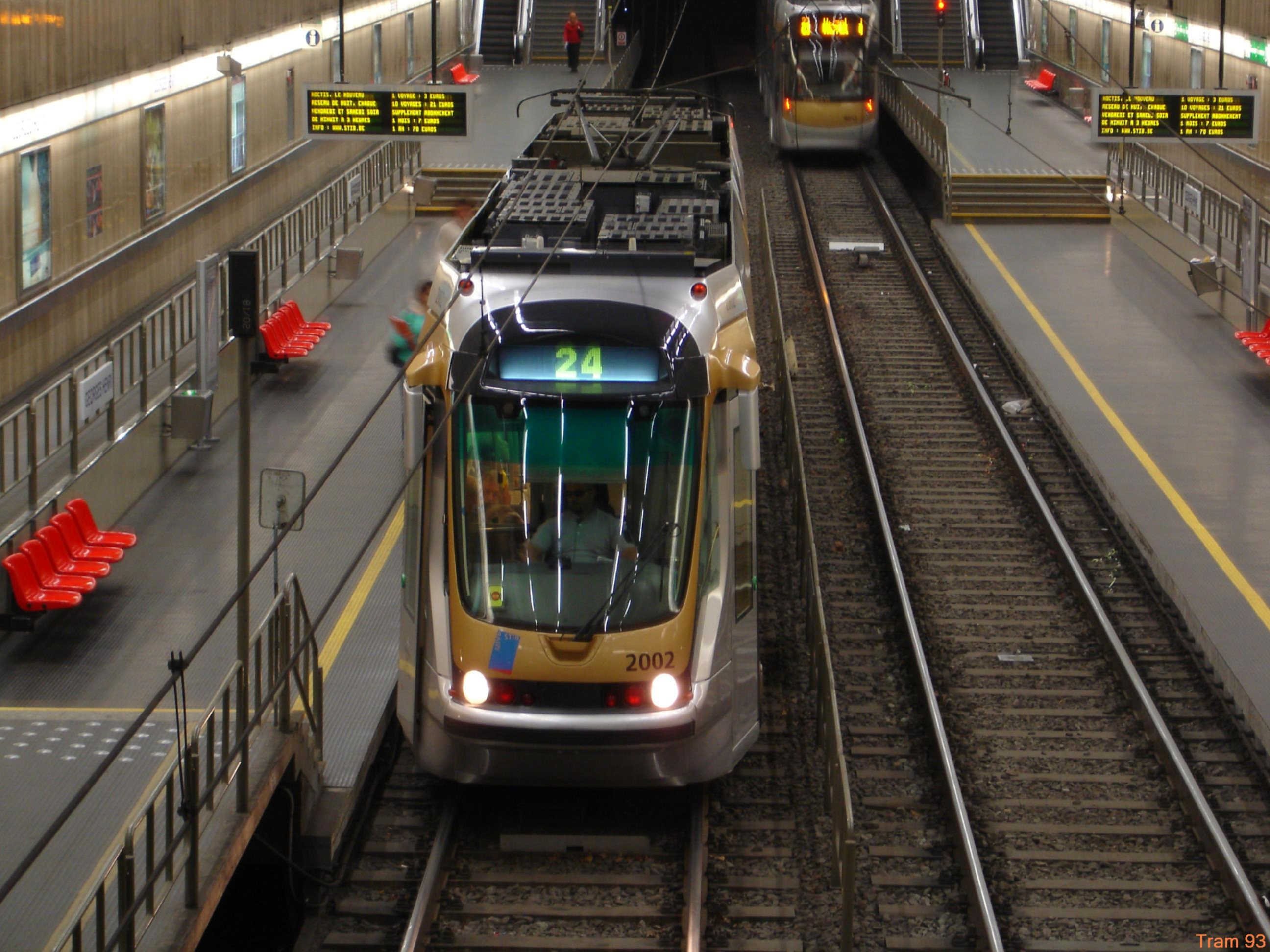
T2000 tramstel in het premetrostation.